# Roger Green
Roger Curtis Green, ONZM (né le 15 mars 1932 à Ridgewood aux États-Unis et mort le 4 octobre 2009 à Auckland) est un archéologue néo-zélandais, originaire des États-Unis.
Professeur émérite de l’université d’Auckland et membre de la National Academy of Sciences et de la Royal Society of New Zealand. Il a obtenu la récompense des médailles Hector et Marsden, et a obtenu le titre de Officer of the New Zealand Order of Merit pour ses contributions à l.étude de l’histoire de la culture du Pacifique.